# America O.K.
America O.K. è il decimo album in studio dei New Trolls, pubblicato nel 1983.
Il testo della canzone America O.K. è stato scritto da Mogol. Il brano viene canticchiato da Jerry Calà nel film Vacanze in America.

## Tracce
1. America O.K.
2. La mia generazione
3. Dieci orologi
4. Un peccato luminoso
5. Io sconsolato in riva al mare
6. Portami via
7. Allarme
8. Dentro un limone
9. Accendere l'anima

## Formazione
- Vittorio De Scalzi - voce, tastiere
- Nico Di Palo - chitarra, basso, voce
- Ricky Belloni - chitarra, basso, voce
- Gianni Belleno - batteria, percussioni, voce